# Gabriel Martinez-Pinedo
Gabriel Martinez-Pinedo (* 1968) ist ein spanischer Kern- und Astrophysiker (theoretische nukleare Astrophysik).
Martinez-Pinedo wurde 1995 an der Autonomen Universität Madrid promoviert. Als Post-Doktorand war er in Kalifornien, Aarhus, Basel und Barcelona. Seit 2005 ist er an der TU Darmstadt und am GSI Helmholtzzentrum für Schwerionenforschung in Darmstadt. 2011 wurde er Professor für theoretische Kernphysik an der TU Darmstadt. Seit 2020 ist er einer der Direktoren der Helmholtz Forschungsakademie Hessen für FAIR. Er leitet die Theorieabteilung am GSI Darmstadt.
Er forscht an Nukleosynthese in Supernovae und Neutronensternen. Martinez-Pinedo fand, dass schwere Elemente (schwerer als Eisen, z. B. Gold, Platin) weniger beim Kollaps in Supernovae entstehen als bei der Verschmelzung von Neutronensternen. Er sagte voraus, dass die entsprechenden Ereignisse tausendmal heller als gewöhnliche Novae sein sollten, wofür sie den Begriff Kilonova prägten. Das wurde 2017 gleichzeitig von Gravitationswellendetektoren und im optischen Spektrum beobachtet (GW170817, was der Beginn der Multimessenger-Astronomie war). Er befasste sich auch mit Wechselwirkung von Neutrinos mit Materie bei Supernovae, entdeckte den {\displaystyle \nu }p-Prozess (siehe p-Kerne),  der bei der Nukleosynthese in Supernovae eine Rolle spielt, und in der theoretischen Kernphysik mit Schalenmodellrechnungen und dem doppelten Betazerfall.
2008 erhielt er den Gustav-Hertz-Preis und 2022 den Gottfried Wilhelm Leibniz-Preis. Er erhielt einen ERC Advanced Grant. 2021 wurde er zum ordentlichen Mitglied der Academia Europaea gewählt.

## Schriften (Auswahl)
- mit E. Caurier, A. P. Zuker, A. Poves: Full pf shell model study of A=48 nuclei, Phys. Rev. C, Band 50, 1994, S. 225
- mit E. Caurier, K. Langanke, F. Nowacki: Shell-model calculations of stellar weak interaction rates. I. Gamow-Teller distributions and spectra of nuclei in the mass range A= 45–65, Nucl. Phys. A,. Band 653, 1999, S. 439–452
- mit K. Langanke: Shell-model calculations of stellar weak interaction rates: II. Weak rates for nuclei in the mass range A= 45–65 in supernovae environments, Nucl. Phys. A, Band 673, 2000, S. 481–508
- mit K. Langanke: Nuclear weak-interaction processes in stars, Reviews of Modern Physics, Band 75, 2003, S. 819
- mit W. R. Hix u. a.: Consequences of nuclear electron capture in core collapse supernovae, Physical Review Letters, Band 91, 2003, S. 201102
- mit K. Langanke u. a.: Electron capture rates on nuclei and implications for stellar core collapse, Phys. Rev. Lett., Band 90, 2003, S. 241102
- mit E. Caurier, F. Nowacki, A. Poves, A. P. Zuker: The shell model as a unified view of nuclear structure, Reviews of Modern Physics, Band 77, 2005, S. 427
- mit  A. Heger, W. C. Haxton, K. Langanke u. a.: Neutrino nucleosynthesis, Physics Letters B, Band 606, 2005, S. 258–264
- mit C. Fröhlich u. a.: Neutrino-Induced Nucleosynthesis of A {\displaystyle >64} Nuclei: The {\displaystyle \nu } p Process, Phys. Rev. Lett., Band 96, 2006, S. 142502
- mit H. Grawe, K. Langanke: Nuclear structure and astrophysics, Reports on Progress in Physics, Band 70, 2007, S. 1525
- mit H. T. Jankia, K. Langanke, A. Marek, B. Müller: Theory of core-collapse supernovae, Physics Reports, Band 442, 2007, S. 38–74
- mit B. D. Metzger u. a.: Electromagnetic counterparts of compact object mergers powered by the radioactive decay of r-process nuclei, Monthly Notices of the Royal Astronomical Society, Band 406, 2010, S. 2650–2662
- mit R. T. Rodriguez: Energy density functional study of nuclear matrix elements for neutrinoless β β decay, Phys. Rev. Lett., Band 105, 2010, S. 252503
- mit F. K. Thielemann u. a.: What are the astrophysical sites for the r-process and the production of heavy elements?, Progress in Particle and Nuclear Physics, Band 66, 2011, S. 346–353
- mit J. Barnes u. a.: Radioactivity and thermalization in the ejecta of compact object mergers and their impact on kilonova light curves, Astroph. J., Band 829, 2016, S. 110